# Carioca (Rio de Janeiro állam) labdarúgó-bajnokság (első osztály)
A Campeonato Carioca de Futebol, azaz a Carioca bajnokság, Rio de Janeiro állam professzionális labdarúgó bajnoksága, amit 1906-ban alapítottak. A bajnokság első körében a 16 csapat egy mérkőzést játszik a többi együttessel a Taça Guanabara kupáért. Az első körben az első négy helyen végzett csapatok a Torneio Super Clássicos tornán, míg a többi 12 csapat a Taça Rio serlegért küzdhet tovább egy mérkőzést játszva ellenfeleikkel. A bajnokság harmadik fordulójában kieséses rendszerben mérkőzik tovább a fent említett négy együttes és az állami bajnoki címre a döntő győztese jogosult. Az utolsó két helyezett kiesik a Série B-be. Az állami bajnokság győztese nem kvalifikálja magát az országos bajnokságba, viszont a CBF feljuttathat csapatokat.

## Az eddigi győztesek

### Amatőr időszak
| Év   | Bajnok                                                             | Második                                                 |
| ---- | ------------------------------------------------------------------ | ------------------------------------------------------- |
| 1906 | Fluminense (1) (Rio de Janeiro)                                    | Paissandu (Rio de Janeiro)                              |
| 1907 | Fluminense (2) (Rio de Janeiro) Botafogo (1) (Rio de Janeiro)      | Paissandu (Rio de Janeiro)                              |
| 1908 | Fluminense (3) (Rio de Janeiro)                                    | Botafogo (Rio de Janeiro) America (RJ) (Rio de Janeiro) |
| 1909 | Fluminense (4) (Rio de Janeiro)                                    | Botafogo (Rio de Janeiro)                               |
| 1910 | Botafogo (2) (Rio de Janeiro)                                      | Fluminense (Rio de Janeiro)                             |
| 1911 | Fluminense (5) (Rio de Janeiro)                                    | America (RJ) (Rio de Janeiro)                           |
| 1912 | Paissandu (1) (Rio de Janeiro) Botafogo (3) (Rio de Janeiro)       | Flamengo (Rio de Janeiro) SCA (Rio de Janeiro)          |
| 1913 | America (RJ) (1) (Rio de Janeiro)                                  | Flamengo (Rio de Janeiro)                               |
| 1914 | Flamengo (1) (Rio de Janeiro)                                      | Botafogo (Rio de Janeiro)                               |
| 1915 | Flamengo (2) (Rio de Janeiro)                                      | Fluminense (Rio de Janeiro)                             |
| 1916 | America (RJ) (2) (Rio de Janeiro)                                  | Botafogo (Rio de Janeiro)                               |
| 1917 | Fluminense (6) (Rio de Janeiro)                                    | America (RJ) (Rio de Janeiro)                           |
| 1918 | Fluminense (7) (Rio de Janeiro)                                    | Botafogo (Rio de Janeiro)                               |
| 1919 | Fluminense (8) (Rio de Janeiro)                                    | Flamengo (Rio de Janeiro)                               |
| 1920 | Flamengo (3) (Rio de Janeiro)                                      | Fluminense (Rio de Janeiro)                             |
| 1921 | Flamengo (4) (Rio de Janeiro)                                      | America (RJ) (Rio de Janeiro)                           |
| 1922 | America (RJ) (3) (Rio de Janeiro)                                  | Flamengo (Rio de Janeiro)                               |
| 1923 | Vasco da Gama (1) (Rio de Janeiro)                                 | Flamengo (Rio de Janeiro)                               |
| 1924 | Fluminense (9) (Rio de Janeiro) Vasco da Gama (2) (Rio de Janeiro) | Flamengo (Rio de Janeiro) Bonsucesso (Rio de Janeiro)   |
| 1925 | Flamengo (5) (Rio de Janeiro)                                      | Fluminense (Rio de Janeiro)                             |
| 1926 | São Cristóvão (1) (Rio de Janeiro)                                 | Vasco da Gama (Rio de Janeiro)                          |
| 1927 | Flamengo (6) (Rio de Janeiro)                                      | Fluminense (Rio de Janeiro)                             |
| 1928 | America (RJ) (4) (Rio de Janeiro)                                  | Vasco da Gama (Rio de Janeiro)                          |
| 1929 | Vasco da Gama (3) (Rio de Janeiro)                                 | America (RJ) (Rio de Janeiro)                           |
| 1930 | Botafogo (4) (Rio de Janeiro)                                      | Vasco da Gama (Rio de Janeiro)                          |
| 1931 | America (RJ) (5) (Rio de Janeiro)                                  | Vasco da Gama (Rio de Janeiro)                          |
| 1932 | Botafogo (5) (Rio de Janeiro)                                      | Flamengo (Rio de Janeiro)                               |
| 1933 | Botafogo (6) (Rio de Janeiro)                                      | Fluminense (Rio de Janeiro)                             |
| 1934 | Botafogo (7) (Rio de Janeiro)                                      | Olaria (Rio de Janeiro)                                 |

### Professzionális időszak
| Év   | Bajnok                                                              | Második                                                    |
| ---- | ------------------------------------------------------------------- | ---------------------------------------------------------- |
| 1933 | Bangu (1) (Rio de Janeiro)                                          | Andarahy (Rio de Janeiro)                                  |
| 1934 | Vasco da Gama (4) (Rio de Janeiro)                                  | São Cristóvão (Rio de Janeiro)                             |
| 1935 | Botafogo (8) (Rio de Janeiro) America (RJ) (6) (Rio de Janeiro)     | Vasco da Gama (Rio de Janeiro) Fluminense (Rio de Janeiro) |
| 1936 | Vasco da Gama (5) (Rio de Janeiro) Fluminense (10) (Rio de Janeiro) | Madureira (Rio de Janeiro) Flamengo (Rio de Janeiro)       |
| 1937 | Fluminense (11) (Rio de Janeiro)                                    | Flamengo (Rio de Janeiro)                                  |
| 1938 | Fluminense (12) (Rio de Janeiro)                                    | Flamengo (Rio de Janeiro)                                  |
| 1939 | Flamengo (7) (Rio de Janeiro)                                       | Vasco da Gama (Rio de Janeiro)                             |
| 1940 | Fluminense (13) (Rio de Janeiro)                                    | Flamengo (Rio de Janeiro)                                  |
| 1941 | Fluminense (14) (Rio de Janeiro)                                    | Flamengo (Rio de Janeiro)                                  |
| 1942 | Flamengo (8) (Rio de Janeiro)                                       | Botafogo (Rio de Janeiro)                                  |
| 1943 | Flamengo (9) (Rio de Janeiro)                                       | Fluminense (Rio de Janeiro)                                |
| 1944 | Flamengo (10) (Rio de Janeiro)                                      | Vasco da Gama (Rio de Janeiro)                             |
| 1945 | Vasco da Gama (6) (Rio de Janeiro)                                  | Botafogo (Rio de Janeiro)                                  |
| 1946 | Fluminense (15) (Rio de Janeiro)                                    | Botafogo (Rio de Janeiro)                                  |
| 1947 | Vasco da Gama (7) (Rio de Janeiro)                                  | Botafogo (Rio de Janeiro)                                  |
| 1948 | Botafogo (9) (Rio de Janeiro)                                       | Vasco da Gama (Rio de Janeiro)                             |
| 1949 | Vasco da Gama (8) (Rio de Janeiro)                                  | Fluminense (Rio de Janeiro)                                |
| 1950 | Vasco da Gama (9) (Rio de Janeiro)                                  | America (RJ) (Rio de Janeiro)                              |
| 1951 | Fluminense (16) (Rio de Janeiro)                                    | Bangu (Rio de Janeiro)                                     |
| 1952 | Vasco da Gama (10) (Rio de Janeiro)                                 | Flamengo (Rio de Janeiro)                                  |
| 1953 | Flamengo (11) (Rio de Janeiro)                                      | Fluminense (Rio de Janeiro)                                |
| 1954 | Flamengo (12) (Rio de Janeiro)                                      | America (RJ) (Rio de Janeiro)                              |
| 1955 | Flamengo (13) (Rio de Janeiro)                                      | America (RJ) (Rio de Janeiro)                              |
| 1956 | Vasco da Gama (11) (Rio de Janeiro)                                 | Fluminense (Rio de Janeiro)                                |
| 1957 | Botafogo (10) (Rio de Janeiro)                                      | Fluminense (Rio de Janeiro)                                |
| 1958 | Vasco da Gama (12) (Rio de Janeiro)                                 | Flamengo (Rio de Janeiro)                                  |
| 1959 | Fluminense (17) (Rio de Janeiro)                                    | Botafogo (Rio de Janeiro)                                  |
| 1960 | America (RJ) (7) (Rio de Janeiro)                                   | Fluminense (Rio de Janeiro)                                |
| 1961 | Botafogo (11) (Rio de Janeiro)                                      | Flamengo (Rio de Janeiro)                                  |
| 1962 | Botafogo (12) (Rio de Janeiro)                                      | Flamengo (Rio de Janeiro)                                  |
| 1963 | Flamengo (14) (Rio de Janeiro)                                      | Fluminense (Rio de Janeiro)                                |
| 1964 | Fluminense (18) (Rio de Janeiro)                                    | Bangu (Rio de Janeiro)                                     |
| 1965 | Flamengo (15) (Rio de Janeiro)                                      | Bangu (Rio de Janeiro)                                     |
| 1966 | Bangu (2) (Rio de Janeiro)                                          | Flamengo (Rio de Janeiro)                                  |
| 1967 | Botafogo (13) (Rio de Janeiro)                                      | Bangu (Rio de Janeiro)                                     |
| 1968 | Botafogo (14) (Rio de Janeiro)                                      | Vasco da Gama (Rio de Janeiro)                             |
| 1969 | Fluminense (19) (Rio de Janeiro)                                    | Botafogo (Rio de Janeiro)                                  |
| 1970 | Vasco da Gama (13) (Rio de Janeiro)                                 | Fluminense (Rio de Janeiro)                                |
| 1971 | Fluminense (20) (Rio de Janeiro)                                    | Botafogo (Rio de Janeiro)                                  |
| 1972 | Flamengo (16) (Rio de Janeiro)                                      | Fluminense (Rio de Janeiro)                                |
| 1973 | Fluminense (21) (Rio de Janeiro)                                    | Vasco da Gama (Rio de Janeiro)                             |
| 1974 | Flamengo (17) (Rio de Janeiro)                                      | Vasco da Gama (Rio de Janeiro)                             |
| 1975 | Fluminense (22) (Rio de Janeiro)                                    | Botafogo (Rio de Janeiro) Vasco da Gama (Rio de Janeiro)   |
| 1976 | Fluminense (23) (Rio de Janeiro)                                    | Vasco da Gama (Rio de Janeiro)                             |
| 1977 | Vasco da Gama (14) (Rio de Janeiro)                                 | Vasco da Gama (Rio de Janeiro)                             |
| 1978 | Flamengo (18) (Rio de Janeiro)                                      | Vasco da Gama (Rio de Janeiro)                             |
| 1979 | Flamengo (19) (Rio de Janeiro) Flamengo (20) (Rio de Janeiro)       | Fluminense (Rio de Janeiro) Vasco da Gama (Rio de Janeiro) |
| 1980 | Fluminense (24) (Rio de Janeiro)                                    | Vasco da Gama (Rio de Janeiro)                             |
| 1981 | Flamengo (21) (Rio de Janeiro)                                      | Vasco da Gama (Rio de Janeiro)                             |
| 1982 | Vasco da Gama (15) (Rio de Janeiro)                                 | Flamengo (Rio de Janeiro)                                  |
| 1983 | Fluminense (25) (Rio de Janeiro)                                    | Flamengo (Rio de Janeiro)                                  |
| 1984 | Fluminense (26) (Rio de Janeiro)                                    | Flamengo (Rio de Janeiro)                                  |
| 1985 | Fluminense (27) (Rio de Janeiro)                                    | Bangu (Rio de Janeiro)                                     |
| 1986 | Flamengo (22) (Rio de Janeiro)                                      | Vasco da Gama (Rio de Janeiro)                             |
| 1987 | Vasco da Gama (16) (Rio de Janeiro)                                 | Flamengo (Rio de Janeiro)                                  |
| 1988 | Vasco da Gama (17) (Rio de Janeiro)                                 | Flamengo (Rio de Janeiro)                                  |
| 1989 | Botafogo (15) (Rio de Janeiro)                                      | Flamengo (Rio de Janeiro)                                  |
| 1990 | Botafogo (16) (Rio de Janeiro)                                      | Vasco da Gama (Rio de Janeiro)                             |
| 1991 | Flamengo (23) (Rio de Janeiro)                                      | Fluminense (Rio de Janeiro)                                |
| 1992 | Vasco da Gama (18) (Rio de Janeiro)                                 | Flamengo (Rio de Janeiro)                                  |
| 1993 | Vasco da Gama (19) (Rio de Janeiro)                                 | Fluminense (Rio de Janeiro)                                |
| 1994 | Vasco da Gama (20) (Rio de Janeiro)                                 | Flamengo (Rio de Janeiro)                                  |
| 1995 | Fluminense (28) (Rio de Janeiro)                                    | Flamengo (Rio de Janeiro)                                  |
| 1996 | Flamengo (24) (Rio de Janeiro)                                      | Vasco da Gama (Rio de Janeiro)                             |
| 1997 | Botafogo (17) (Rio de Janeiro)                                      | Vasco da Gama (Rio de Janeiro)                             |
| 1998 | Vasco da Gama (21) (Rio de Janeiro)                                 | Flamengo (Rio de Janeiro)                                  |
| 1999 | Flamengo (25) (Rio de Janeiro)                                      | Vasco da Gama (Rio de Janeiro)                             |
| 2000 | Flamengo (26) (Rio de Janeiro)                                      | Vasco da Gama (Rio de Janeiro)                             |
| 2001 | Flamengo (27) (Rio de Janeiro)                                      | Vasco da Gama (Rio de Janeiro)                             |
| 2002 | Fluminense (29) (Rio de Janeiro)                                    | Americano (Rio de Janeiro)                                 |
| 2003 | Vasco da Gama (22) (Rio de Janeiro)                                 | Fluminense (Rio de Janeiro)                                |
| 2004 | Flamengo (28) (Rio de Janeiro)                                      | Vasco da Gama (Rio de Janeiro)                             |
| 2005 | Fluminense (30) (Rio de Janeiro)                                    | Volta Redonda (Rio de Janeiro)                             |
| 2006 | Botafogo (18) (Rio de Janeiro)                                      | Madureira (Rio de Janeiro)                                 |
| 2007 | Flamengo (29) (Rio de Janeiro)                                      | Botafogo (Rio de Janeiro)                                  |
| 2008 | Flamengo (30) (Rio de Janeiro)                                      | Botafogo (Rio de Janeiro)                                  |
| 2009 | Flamengo (31) (Rio de Janeiro)                                      | Botafogo (Rio de Janeiro)                                  |
| 2010 | Botafogo (19) (Rio de Janeiro)                                      | Flamengo (Rio de Janeiro)                                  |
| 2011 | Flamengo (32) (Rio de Janeiro)                                      | Fluminense (Rio de Janeiro)                                |
| 2012 | Fluminense (31) (Rio de Janeiro)                                    | Botafogo (Rio de Janeiro)                                  |
| 2013 | Botafogo (20) (Rio de Janeiro)                                      | Flamengo (Rio de Janeiro)                                  |
| 2014 | Flamengo (33) (Rio de Janeiro)                                      | Vasco da Gama (Rio de Janeiro)                             |
| 2015 | Vasco da Gama (23) (Rio de Janeiro)                                 | Botafogo (Rio de Janeiro)                                  |
| 2016 | Vasco da Gama (24) (Rio de Janeiro)                                 | Botafogo (Rio de Janeiro)                                  |
| 2017 | Flamengo (34) (Rio de Janeiro)                                      | Fluminense (Rio de Janeiro)                                |
| 2018 | Botafogo (21) (Rio de Janeiro)                                      | Vasco da Gama (Rio de Janeiro)                             |
| 2019 | Flamengo (35) (Rio de Janeiro)                                      | Vasco da Gama (Rio de Janeiro)                             |
| 2020 | Flamengo (36) (Rio de Janeiro)                                      | Fluminense (Rio de Janeiro)                                |
| 2021 | Flamengo (37) (Rio de Janeiro)                                      | Fluminense (Rio de Janeiro)                                |
| 2022 | Fluminense (32) (Rio de Janeiro)                                    | Flamengo (Rio de Janeiro)                                  |
| 2023 | Fluminense (33) (Rio de Janeiro)                                    | Flamengo (Rio de Janeiro)                                  |

## Legsikeresebb csapatok
| Csapat        | Város          | Bajnok |
| ------------- | -------------- | --- |
| Flamengo      | Rio de Janeiro | 37 (1914, 1915, 1920, 1921, 1925, 1927, 1939, 1942, 1943, 1944, 1953, 1954, 1955, 1963, 1965, 1972, 1974, 1978, 1979, 1979, 1981, 1986, 1991, 1996, 1999, 2000, 2001, 2004, 2007, 2008, 2009, 2011, 2014, 2017, 2019, 2020, 2021) |
| Fluminense    | Rio de Janeiro | 33 (1906, 1907, 1908, 1909, 1911, 1917, 1918, 1919, 1924, 1936, 1937, 1938, 1940, 1941, 1946, 1951, 1959, 1964, 1969, 1971, 1973, 1975, 1976, 1980, 1983, 1984, 1985, 1995, 2002, 2005, 2012, 2022, 2023)                         |
| Vasco da Gama | Rio de Janeiro | 24 (1923, 1924, 1929, 1934, 1936, 1945, 1947, 1949, 1950, 1952, 1956, 1958, 1970, 1977, 1982, 1987, 1988, 1992, 1993, 1994, 1998, 2003, 2015, 2016)                                                                               |
| Botafogo      | Rio de Janeiro | 21 (1907, 1910, 1912, 1930, 1932, 1933, 1934, 1935, 1948, 1957, 1961, 1962, 1967, 1968, 1989, 1990, 1997, 2006, 2010, 2013, 2018)                                                                                                 |
| America       | Rio de Janeiro | 7 (1913, 1916, 1922, 1928, 1931, 1935, 1960) |
| Bangu         | Rio de Janeiro | 2 (1933, 1966) |
| São Cristóvão | Rio de Janeiro | 1 (1926) |
| Paissandu     | Rio de Janeiro | 1 (1912) |